# Larmanjat de Lisboa a Sintra e Torres Vedras
O Larmanjat foi um sistema ferroviário monocarril desenvolvido pelo engenheiro francês Jean Larmanjat, e que foi aplicado em três linhas em Portugal. Duas destas linhas eram para serviço comercial de passageiros e mercadorias, e ligavam a cidade de Lisboa a Torres Vedras e a Sintra, enquanto que a terceira linha só serviu para experiências, e unia o Arco do Cego ao Lumiar, dentro de Lisboa.
Este sistema utilizava um conceito pouco usual: em vez dos caminhos de ferro comuns, com dois carris, o Larmanjat era composto apenas por um carril central ladeado por duas passadeiras de madeira. O material circulante assentava tanto sobre o carril como as passadeiras, através de rodas guias centrais e laterais. Desta forma, a via férrea era de construção pouco dispendiosa e podia ser instalada no leito das estradas. No entanto, as passadeiras laterais em madeira eram muito vulneráveis ao clima e causavam frequentes descarrilamentos dos comboios.
Foi planeado na segunda metade da década de 1860, durante uma fase de grande crescimento da rede ferroviária portuguesa, tendo como principal finalidade o desenvolvimento dos transportes na região Oeste, principalmente a importante vila turística de Sintra. O principal impulsionador do larmanjat foi o Duque de Saldanha, que tinha assistido às experiências deste sistema em França. A linha experimental foi inaugurada a 31 de Janeiro de 1870, enquanto que a linha até Sintra entrou ao serviço a 5 de Julho de 1873, e a de Torres Vedras a 6 de Setembro do mesmo ano. As duas linhas principais totalizavam cerca de 50 milhas (80 km). Porém, o funcionamento de ambas as linhas foi marcado por graves problemas, levando a uma queda na procura e à falência da empresa em 1877.

## História

### Antecedentes

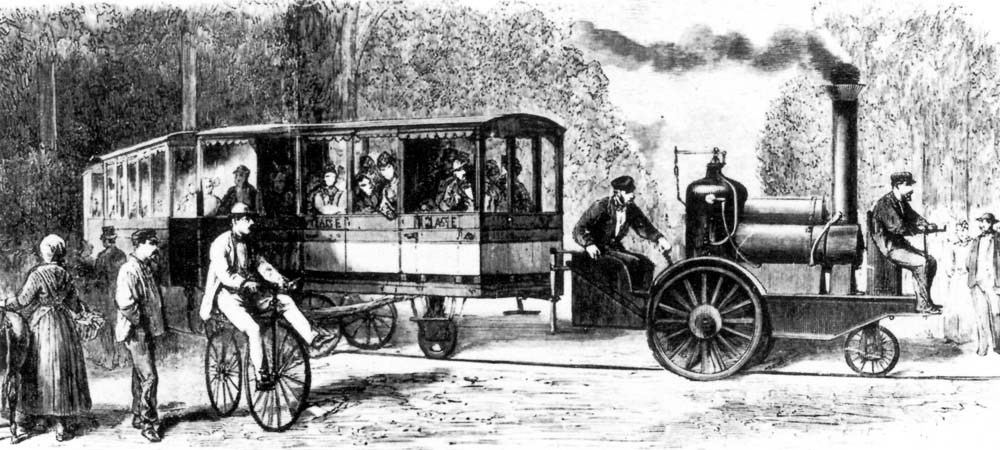
Um caminho-de-ferro no sistema Larmanjat, em França.

Após a inauguração do primeiro troço de caminhos de ferro em Portugal, de Lisboa ao Carregado, em 30 de Outubro de 1856, várias zonas do país reclamaram a construção deste novo meio de transporte, incluindo o Oeste Litoral, onde se situava a vila de Caldas da Rainha, então o principal centro de turismo balnear no país, e que era considerada como o segundo principal destino a ser servido pelo caminho de ferro em Portugal, fora dos eixos estratégicos. O primeiro destino era Sintra, que, com a sua riqueza monumental, afirmava-se como o mais importante pólo turístico e cultural no país. No entanto, o governo não alterou os planos que já tinha estabelecido para o traçado da Linha do Norte, que atravessou o interior do país. Ainda assim, devido à sua importância, continuou a ideia de ligar o caminho de ferro à região Oeste.
Na Exposição Universal de 1867, em Paris, o engenheiro francês Jean Larmanjat apresentou um sistema ferroviário de sua invenção, que utilizava o leito das estradas, necessitando apenas de um carril central e de duas travessas laterais de madeira. No ano seguinte, realizou-se a primeira viagem do comboio Larmanjat, na estrada entre Le Raincy e Montfermeil, sendo um dos convidados o Duque de Saldanha, que ficou entusiasmado com o sucesso da viagem, e pensou em instalar este sistema em Portugal, como forma de desenvolver o transporte ferroviário no país. Contudo, Saldanha não foi o primeiro a querer instalar um caminho de ferro Larmanjat em Portugal, uma vez que em 4 de Abril de 1868, Manuel Francisco Feijão já tinha pedido autorização para construir uma rede ferroviária naquele sistema, ligando Lisboa, Alcântara, Belém, Campo Grande, Lumiar, Poço do Bispo, Sintra, Oeiras e outros locais. A rede devia estar concluída em cinco anos, sem apoios financeiros por parte do estado, mas com isenção de impostos alfandegários, e a concessão teria a duração de sessenta anos, e teria direitos exclusivos num raio de 100 km em redor da capital. No entanto, este empreendimento não avançou devido à oposição do governo, que receava que a introdução deste sistema nas estradas nacionais, demasiado estreitas, causaria problemas ao tráfego, além que não concordava com as facilidades que eram exigidas por Manuel Feijão.
Entre as linhas pedidas por Saldanha, a primeira a ser instalada seria a do Carregado a Alenquer, a qual foi autorizada por um decreto de 29 de Julho de 1869, e isenta de impostos alfandegários por uma lei de 2 de Setembro desse ano. Posteriormente, Saldanha conseguiu obter, com a ajuda do sobrinho de Sá da Bandeira, a concessão para mais duas linhas, de Cascais a Pero Pinheiro e de Lisboa a Leiria, pelos decretos respectivamente de 12 e 25 de Outubro. Estas concessões tinham um prazo de trinta anos, e o percurso até Leiria teria passagem pelo Lumiar, Torres Vedras, Caldas da Rainha e Alcobaça. A publicação destes dois diplomas demonstra a influência que Saldanha ainda possuía, não obstante a mudança de governo e os protestos da Companhia Real dos Caminhos de Ferro Portugueses.

### Experiência no Lumiar

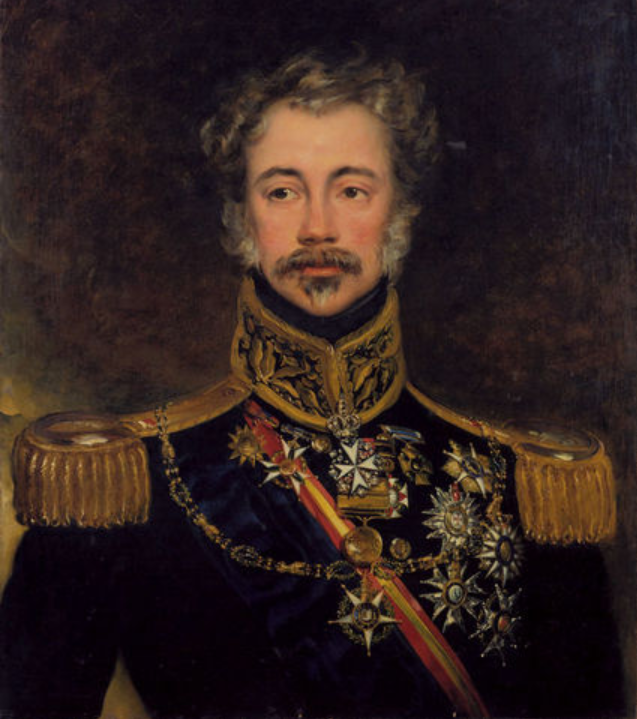
Duque de Saldanha.

Em 24 de Janeiro de 1870, foi feita a primeira experiência do comboio Larmanjat, na linha do Lumiar. A locomotiva saiu às 15 horas, enquanto que Jean Larmanjat acompanhava a experiência, viajando num trem. A locomotiva deslocava-se com grandes dificuldades, e só ao fim de muitos esforços é que conseguiu andar, tendo percorrido cerca de duzentos metros além das portas da cidade.
No dia 31 de Janeiro, foi realizada a cerimónia de inauguração, com a presença do Duque de Saldanha, mas continuaram as dificuldades técnicas, exacerbadas pela constante precipitação que fez sentir nesse dia. O comboio inaugural era composto por uma locomotiva e duas carruagens, uma de primeira classe e outra de segunda, que transportavam os convidados. A estação estava instalada no antigo palácio dos condes de S. Miguel, situado na zona de Santa Bárbara, em Arroios. O comboio só tinha percorrido dez metros quando parou, tendo-se depois movimentado cerca de dez metros e parado novamente. A locomotiva só se conseguia deslocar nos troços em patamar, mas não conseguia ultrapassar as rampas, especialmente a de Arroios. Desta forma, teve de se abandonar a última carruagem, que a locomotiva veio buscar depois. Por volta das 16 horas, já tinha conseguido fazer três vezes o percurso até ao Lumiar, concluindo desta forma a viagem inaugural. A cerimónia foi rematada com um jantar na estação de Arroios. No dia 5 de Fevereiro, o Rei D. Luís fez uma viagem no comboio até ao Lumiar. No dia seguinte, a direcção organizou um comboio que fazia gratuitamente três viagens de ida e volta entre o Arco do Cego e o Lumiar, demorando respectivamente 50 e 60 minutos na ida e na volta, iniciativa que teve um grande sucesso entre a população da capital.

### Formação da empresa

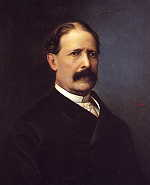
Fontes Pereira de Melo.

Uma vez que os empreendimentos deste tipo necessitavam de avultados fundos, que eram difíceis de conseguir em Portugal, procurou-se transmitir as concessões para uma empresa estrangeira, pelo que, em Setembro de 1870, o Duque de Saldanha vendeu a sua concessão por 5000 libras a uma empresa fundada em Londres, a The Lisbon Steam Tramways Company, representada em Lisboa por Eduardo Pinto Basto & C.ª. A empresa pediu ao governo a aprovação do trespasse, o que foi concedido em 27 de Fevereiro de 1872. Em 1871, o governo de Fontes Pereira de Melo prorrogou o prazo para a entrada do material, que estava isento de todos os impostos na alfândega de Lisboa.

### Experiências no Reino Unido

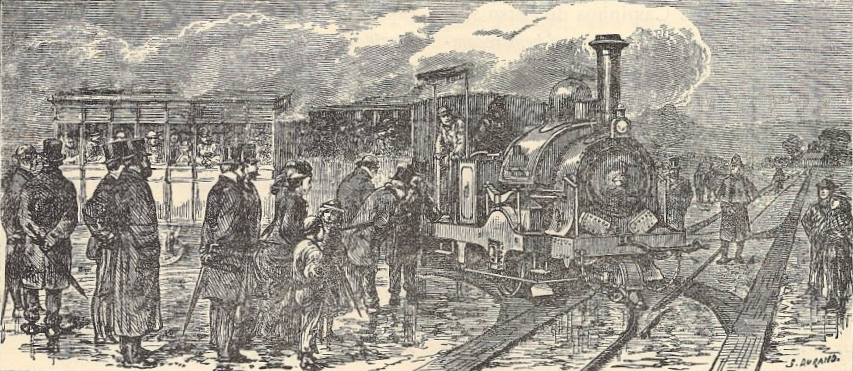
Experiências do Larmanjat na Floresta de Epping, em Dezembro de 1870.

Nos dias 2 e 3 de Janeiro de 1873, foi feita uma experiência no Reino Unido, utilizando um dos comboios no sistema Larmanjat, composto pela locomotiva Cintra, uma carruagem de segunda classe e outra de terceira classe, e um vagão. Para a experiência, foi construído um troço na Floresta de Epping, em Buckhurst Hill, com o comprimento de 521 m, uma inclinação média de 0,44 mm/m e máxima de 0,53 mm/m. A locomotiva conseguiu subir e descer as rampas, com curvas de pequeno raio, chegando mesmo a dar voltas em algumas de dez metros. As experiências foram repetidas várias vezes, algumas vezes com as carruagens vazias e outras cheias, em várias velocidades, sempre com bons resultados, tendo o comboio conseguido permanecer estável, sem grandes oscilações. O comboio demorou precisamente sessenta segundos a percorrer o trajecto, equivalendo a uma velocidade de 31,25 km/h. No entanto, as experiências feitas no dia seguinte não foram tão satisfatórias, devido à forte precipitação, que deteriorou as condições da estrada, e à falta de areia para a locomotiva. Nestas experiências, assistiram vários directores da Lisbon Steam Tramways Company, e o engenheiro Frederick Harvey Trevithick da companhia, que foi responsável pela vários melhoramentos no sistema, tendo projectado a via e as torres de água, e as locomotivas. As carruagens utilizadas nesta experiência foram fabricadas pela firma Brown and Marshalls, de Birmingham. As experiências terminaram pouco depois das 16 horas do segundo dia.

### Linha de Sintra

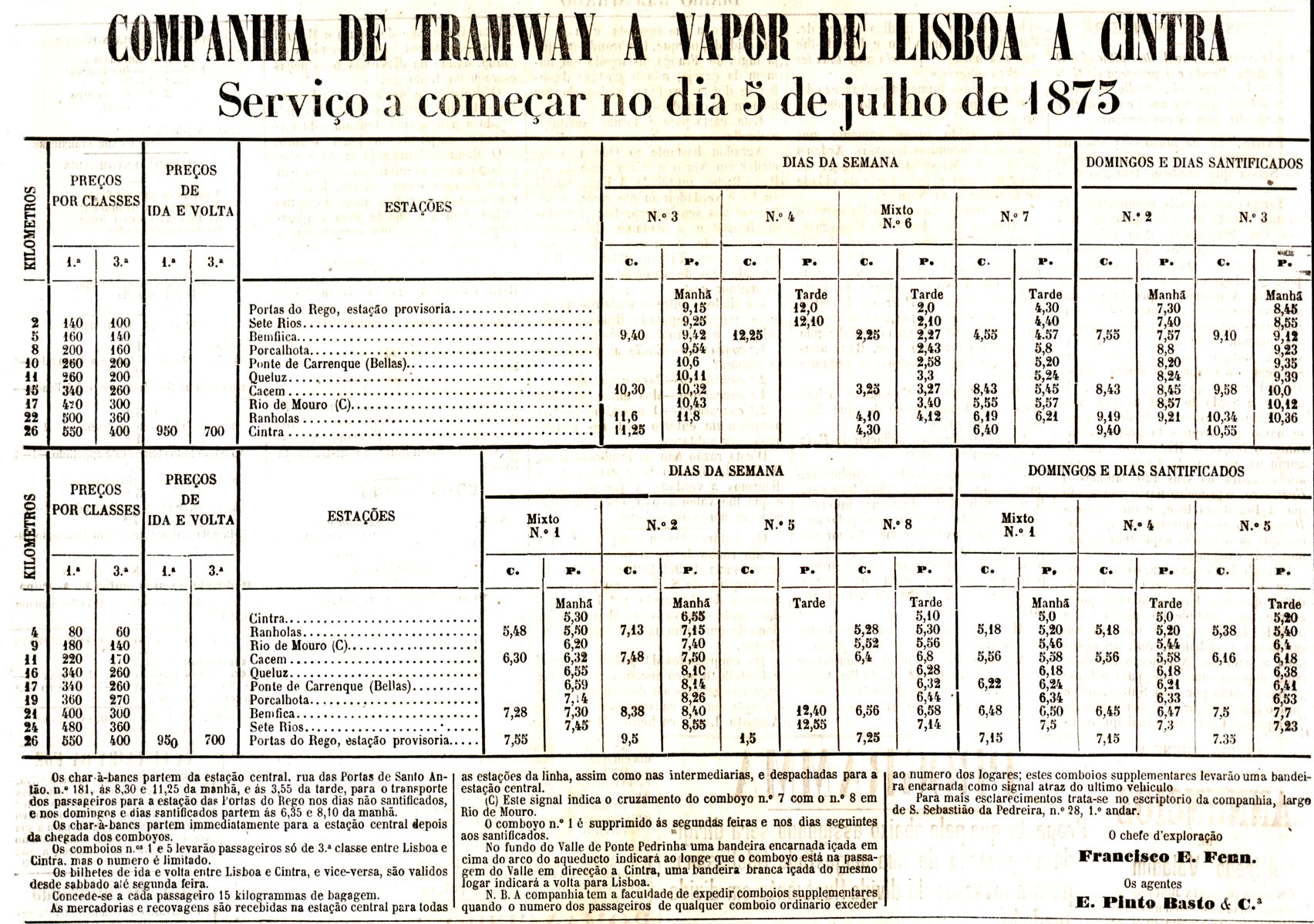
Horário para Sintra, a começar no dia 5 de Julho de 1873.

Enquanto se procuravam melhorar as condições técnicas do sistema, o Duque de Saldanha foi pedindo mais concessões de linhas, tendo conseguido, em 11 de Julho de 1871, obter a licença para o percurso entre Lisboa e Sintra. Esta linha, para transporte de passageiros e mercadorias, devia passar pela Ponte de Carenque, Mafra e Colares, e a via seria assente fora do eixo das estradas, ao lado ou nas bermas, para não perturbar o tráfego. As malas do correio deviam ser transportadas gratuitamente, e as carruagens deveriam ser do melhor modelo, bem resguardadas e suspensas por molas. Nessa altura, a construção deste caminho de ferro era considerada de grande importância, uma vez que iria facilitar o acesso dos lisboetas e dos estrangeiros à vila de Sintra. Com efeito, previa-se que as duas linhas iam ser um sucesso comercial, devido à grande procura de passageiros e mercadorias entre Lisboa e as várias localidades que iriam ser cobertas pelo caminho de ferro.
Segundo a revista Scientific American de Fevereiro de 1873, nessa altura a linha para Sintra estava praticamente concluída. A abertura à circulação foi autorizada por uma portaria de 28 de Julho de 1873, e a inauguração deu-se em 2 de Julho de 1873. A composição inaugural era composta pela locomotiva Lumiar, quatro carruagens de primeira classe, e outras de terceira classe. Saiu por volta das 9 horas da estação das Portas do Rego (onde mais tarde se construiria o troço Rego-Entrecampos da Linha de Cintura), e demorou 1 hora e 55 minutos a percorrer a linha, com 3 paragens, uma delas para se abastecer de água. Regressou às Portas do Rego por volta das 16 horas e 15 minutos, tendo a viagem decorrido sem acidentes. Entre os convidados, encontrava-se o Director Geral das Obras Públicas, os construtores ingleses William Major e Trevithick, e os engenheiros portugueses Vítor Lecocq, D. António de Almeida, Libânio do Vale e Mendes Guerreiro.
A linha entrou ao serviço no dia 5 de Julho, originalmente com três comboios em cada sentido, levando cerca de duas horas a percorrer totalmente o percurso até Sintra. Após a inauguração, continuaram a ser utilizadas as carruagens de primeira e terceira classes, não existindo a segunda classe, prevendo-se que posteriormente chegaria o material circulante necessário. Os bilhetes para a primeira e terceira classes custavam respectivamente 550 e 400 réis em viagem única, e 900 e 700 réis em ida e volta, válidos desde Sábado até Segunda Feira. Posteriormente, os preços de viagem única foram reduzidos para 400 réis de primeira e 300 réis de terceira, para tentar atrair mais clientes. Esta linha foi construída, tal como a de Torres Vedras, pelo empreiteiro Edwin Clark, Punchard and Company.
Entre 1860 e 1871, a companhia do Larmanjat construiu várias vivendas na zona da Correnteza (futura Alameda Combatentes da Grande Guerra), em Sintra, para albergar os engenheiros e outros responsáveis. Este projecto não chegou a ser concluído devido aos problemas financeiros da companhia, mas foi suficiente para impulsionar o desenvolvimento da zona, que se tornou um dos principais pontos de veraneio para os burgueses de Lisboa.

### Linha de Torres Vedras

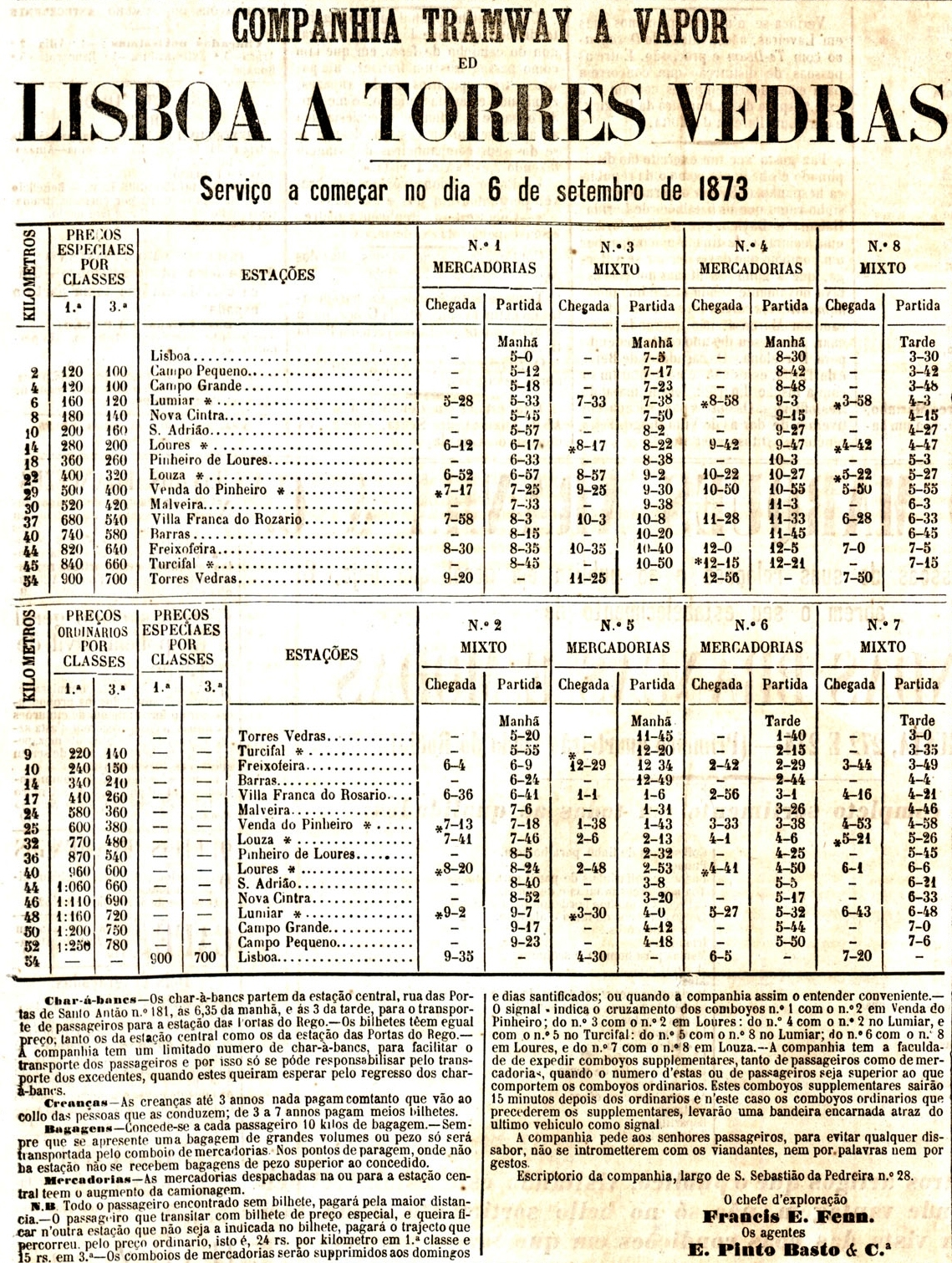
Horário para Torres Vedras, com início no dia 6 de Setembro de 1873.

A construção do caminho de ferro até Torres Vedras decorreu ao mesmo tempo do que a da Linha de Sintra, estando cerca de dois terços da via já construídos nos princípios de 1873. A linha estava quase construída quando se inaugurou a outra para Sintra, em Julho desse ano. O troço para Torres Vedras foi inaugurado no dia 4 de Setembro de 1873, tendo o comboio inaugural, formado por quatro carruagens de primeira classe transportando os convidados, partido das Portas do Rego às 6 horas e 25 minutos, e chegou a Torres Vedras por volta das 10 horas e 45 minutos, tendo por isso demorado cerca de 4 horas e 20 minutos para percorrer os 54 km da linha. A abertura ao serviço deu-se no dia 6 de Setembro. Tal como na Linha de Sintra, faziam-se inicialmente três comboios em cada sentido, que demoravam cerca de cinco horas a percorrer o trajecto de Lisboa a Torres Vedras, e os bilhetes custavam 900 réis em primeira classe e 700 réis em terceira classe, sendo as únicas classes existentes nesta linha. Posteriormente, e tal como aconteceu na Linha de Sintra, os preços foram reduzidos, passando a 700 réis em primeira classe e 500 em terceira classe, além que foi instituída a gratuitidade para as crianças até aos três anos, e uma redução de metade do preço para as crianças de três a sete anos. Cada passageiro poderia transportar gratuitamente até 15 Kg de bagagem, enquanto que as bagagens de peso superior eram já consideradas como mercadoria.
O principal tráfego nesta linha era o de mercadorias, especialmente vinho com destino a Lisboa, pelo que o seu posterior encerramento teve um grande impacto comercial.

### Projecto abandonado para Cascais
Em 17 de Julho e 29 de Agosto de 1871, o Duque de Saldanha foi autorizado a estabelecer um caminho de ferro Larmanjat no percurso de Cascais a Belém, licença que foi prolongada até Alcântara por um decreto de 18 de Outubro de 1871. A linha iria ser assente sobre a estrada entre Belém e Cascais. No entanto, as obras não se iniciaram na data marcada, e o projecto começou a sofrer a pressão de interesses contrários, pelo que a concessão acabou por caducar.

### Declínio e encerramento

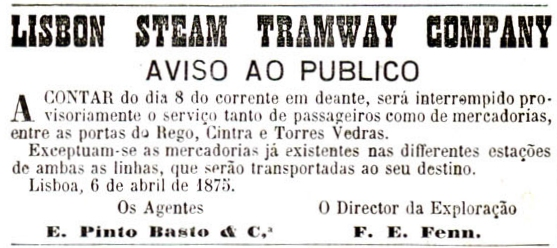
Aviso da suspensão dos comboios, para o dia 8 de Abril de 1875.

O sistema Larmanjat revelou-se muito instável desde o princípio, com sucessivos descarrilamentos e avarias, além que os movimentos abruptos do material circulante provocavam a queda dos passageiros e das bagagens. A circulação dos comboios também provocava vários atropelamentos de pessoas e de gado. Devido à configuração do traçado, as locomotivas tornavam-se incapazes de vencer as rampas em dias de maior precipitação, pelo que os próprios passageiros eram por vezes forçados a empurrar o comboio, enquanto que o pessoal do comboio derramava areia sobre as passadeiras, de forma a aumentar o atrito; com efeito, por vezes os próprios passageiros já levavam sacos com areia na viagem. Durante a época seca, a passagem do comboio provocava o levantamento de poeiras, incomodando os passageiros. Devido aos constantes descarrilamentos, a velocidade dos comboios foi diminuída, tornando a sua circulação muito lenta. As composições atrasavam-se frequentemente, tendo-se registado demoras superiores a dez horas, enquanto que na Linha de Sintra por vezes se levavam sete horas no percurso. Os comboios, que originalmente eram apodados de lá vem já, começaram a ser conhecidos como não vêm já.
Por outro lado, o Larmanjat não conseguiu convencer os mais tradicionalistas, pelos efeitos nefastos que teve nos transportes a tracção animal, nem os mais progressistas, que preferiam que tivesse sido instalado o caminho de ferro pesado, como o que a Companhia Real dos Caminhos de Ferro Portugueses utilizava nas suas Linhas do Norte e Leste. Também não apelou às camadas mais abastadas da população, que continuaram a utilizar os seus próprios meios de transporte. Desta forma, começou a perder clientes, que voltaram a utilizar as diligências, apesar deste modo de transporte ser mais lento. Não obstante os variados esforços para cativar os passageiros, como a introdução de mais horários e a redução dos preços dos bilhetes, o declínio continuou. Para tentar perceber as causas deste problema, em Fevereiro de 1874 foi realizado um comboio especial das Portas do Rego para Sintra, transportando Jean Larmanjat, o chefe da exploração da companhia Francisco E. Fenn, o engenheiro D. António de Almeida, e o engenheiro Mondesir, que tinha sido enviado pelo governo francês. No entanto, esta experiência não teve êxito, tendo continuado o êxodo dos passageiros, forçando a companhia a reduzir novamente os seus preços e a introduzir novos horários, mas que também não conseguiam ser cumpridos. Apesar desta situação de crise, ainda houve momentos de pico na procura em dias especiais, tendo por exemplo o Diario Illustrado de 23 de Junho de 1874 noticiado que «foram tantas as pessoas que se apresentaram na estação do caminho de ferro Larmanjat, ás portas do Rego, no domingo depois de acabada a toirada, que o chefe da exploração teve de mandar sair dois comboyos para conduzir toda aquella gente a Loires. Calcula-se em mais de mil pessoas as que vieram d'aquelles sitios assistir á corrida no Campo de Santa Anna».
Mas a situação da Companhia continuou a piorar, e em 30 de Março de 1875 anunciou um novo horário, a iniciar no dia 1 de Abril, que tinha três circulações diárias em cada sentido nas Linhas de Sintra e de Torres Vedras; no entanto, pouco depois foi anunciada a suspensão dos serviços de passageiros e mercadorias para o dia 8 de Abril, em ambas as linhas. Foram posteriormente retomados, mas sem sucesso, tendo a companhia falido em 1877. No total, o sistema Larmanjat custou mais de um milhão de réis, quantia que era considerava extremamente elevada para a época; mesmo após a falência da companhia, a questão continuou a arrastar-se pelos tribunais de Londres, e até teve efeitos nefastos nas esferas diplomáticas.
Os problemas do Larmanjat foram descritos num relato escrito pelo jornalista Leonildo de Mendonça e Costa, e publicado na revista O Occidente em 1887, por ocasião da construção da linha de Sintra, em bitola larga:

Nós, um alegre rancho de familia, combináramos um pic-nic no Lumiar. Às 6 horas partia o comboio do largo de Santa Barbara, onde é hoje a fabrica de cerveja, e ás 5 e meia já nós todos, acompanhados por uns galegotes que sobraçavam as malas e condenças com as comidas, entravamos o largo portão, pressurosos, receiando que o trem já tivesse partido. Chegaram as 6 horas, e nós, já na carruagem, esperavamos a todo o momento o signal da partida; mas... nada. Seis e meia, sete horas, e a carruagem sem se mecher. [...] Afinal, a uns certos pedidos nossos, eram boas 8 horas quando partiu o comboio das 6. [...] Lá fomos até o largo de Arroios, mas chegados ahi, como se tivesse chovido na vespera e as longarinas estivessem humidas, não havia meio de vencer a rampa e a curva. O condutor vociferava e... empurrava o comboio pela ultima carruagem; a machina patinava, nós riamos e... o leitão grunhia no seu cesto. Gasto todo o vapor, tivemos de recuar até a estação, para deixar uma carruagem vazia e tomar agua. De novo seguimos em expresso, a machina e a nossa carruagem; um comboio só para nós; uma ostentação a 120 réis por cabeça; e d'esta vez vencemos a rampa, atravessamos as terras da polvora e fomos até as portas. Ali, nova paragem, que d'esta vez foi vencida, não com agua mas com lume, deitando-se mais carvão na fornalha. Os extremos tocavam-se por esta forma mas o peior foi que na curva para a estrada do Campo Pequeno, uma nuvem de bocados de carvão a arder sahiu pela chaminé da machina, entrando-nos na carruagem, queimando os vestidos das senhoras, as sombrinhas das creadas e... o meu pescoço. [...] Afinal, e omitindo outras peripecias, lá chegámos ao Lumiar, eram 10 horas dadas, apeando-nos na estação, composta por uma velha sentada n'um mocho, com uma bandeira na mão. O comboio, vendo-se vazio de passageiros, teve indecizões intelligentes, sobre se deveria seguir ou ficar; e ainda não sei o que resolveu, porque de tarde, findo o nosso passeio, quando allí voltámos a perguntar pelo que nos devia conduzir a Lisboa, não encontrámos nem velha, nem mocho, nem bandeira, e só uns saloios que nos disseram: "O vapor? Ah! Esse veio aqui pela manhã trazer uma família (eramos nós) mas nunca mais cá voltou"».

### Legado

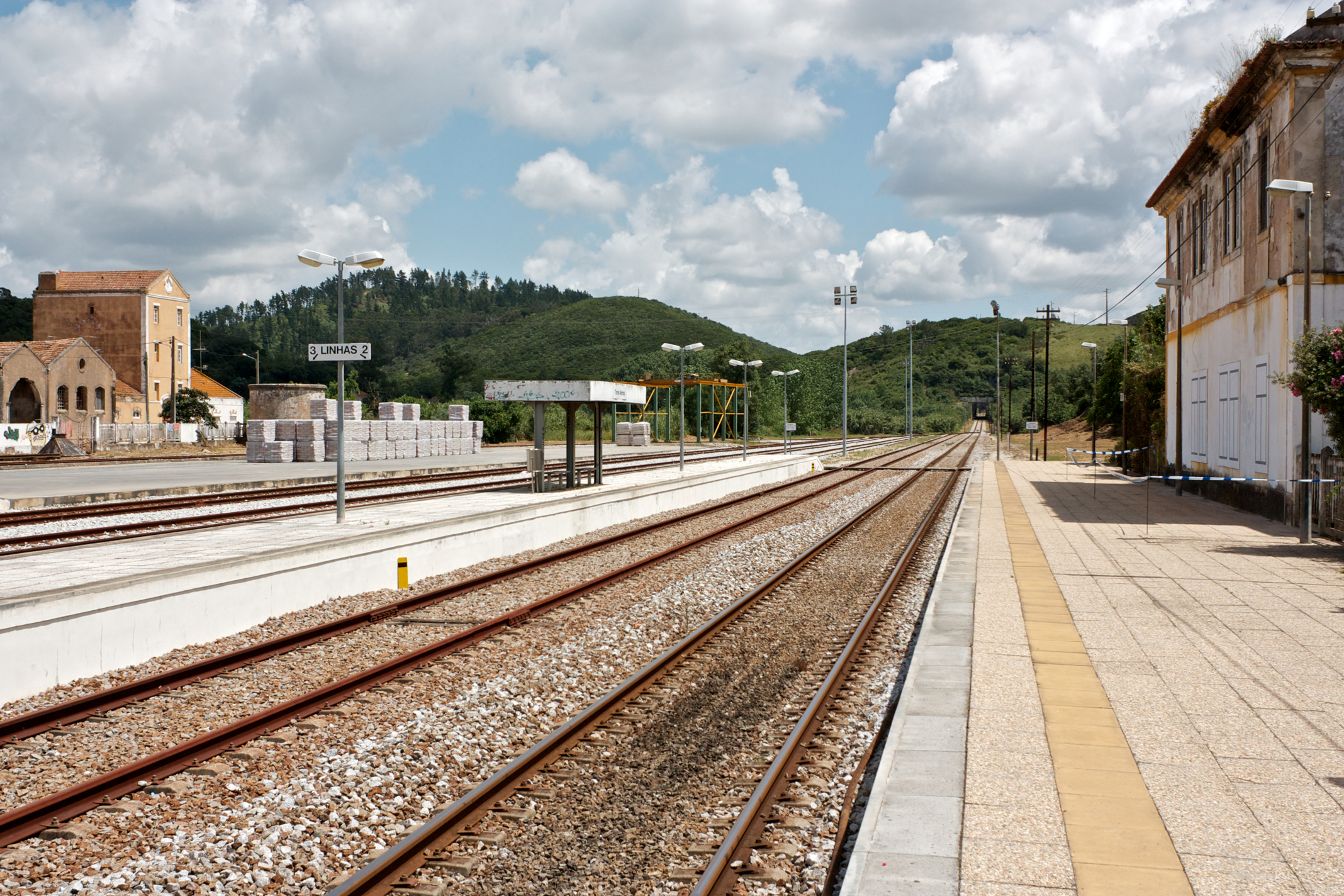
Estação de Torres Vedras, na Linha do Oeste.

A rede do Larmanjat é considerada como uma percursora das Linhas de Sintra e do Oeste, construídas pela Companhia Real dos Caminhos de Ferro Portugueses. O lanço até Sintra entrou ao serviço em 2 de Abril de 1887, enquanto que a ligação a Torres Vedras abriu em 21 de Maio desse ano.
Desde os finais do século XIX e até meados do século XX, foram feitas várias tentativas falhadas para instalar caminhos de ferro ligeiros na região, incluindo uma linha no sistema americano de Queluz - Belas à Ericeira por Mafra em 1894, uma linha estreita com um percurso semelhante em 1899 e 1930, e um caminho de ferro eléctrico em 1903 e na década de 1930.
Entre Janeiro e Abril de 2013, realizou-se uma exposição documental sobre a história da Linha de Sintra, incluindo o Larmanjat, no Arquivo Histórico de Sintra. Uma exposição semelhante, que também englobou o Larmanjat, teve lugar na sede dos Bombeiros Voluntários de Queluz, entre Novembro e Dezembro do mesmo ano.

## Características do Larmanjat

### Empresa exploradora e serviços
A entidade responsável pela introdução do sistema Larmanjat em Portugal foi a The Lisbon Steam Tramways Company, vulgarmente conhecida como Companhia de Tramways a vapor, e representada em Lisboa por Eduardo Pinto Basto & C.ª. A empresa estava sedeada em Londres, e os escritórios em Portugal estavam instalados no Largo de São Sebastião da Pedreira. Faziam-se serviços regulares de passageiros e mercadorias.

### Via

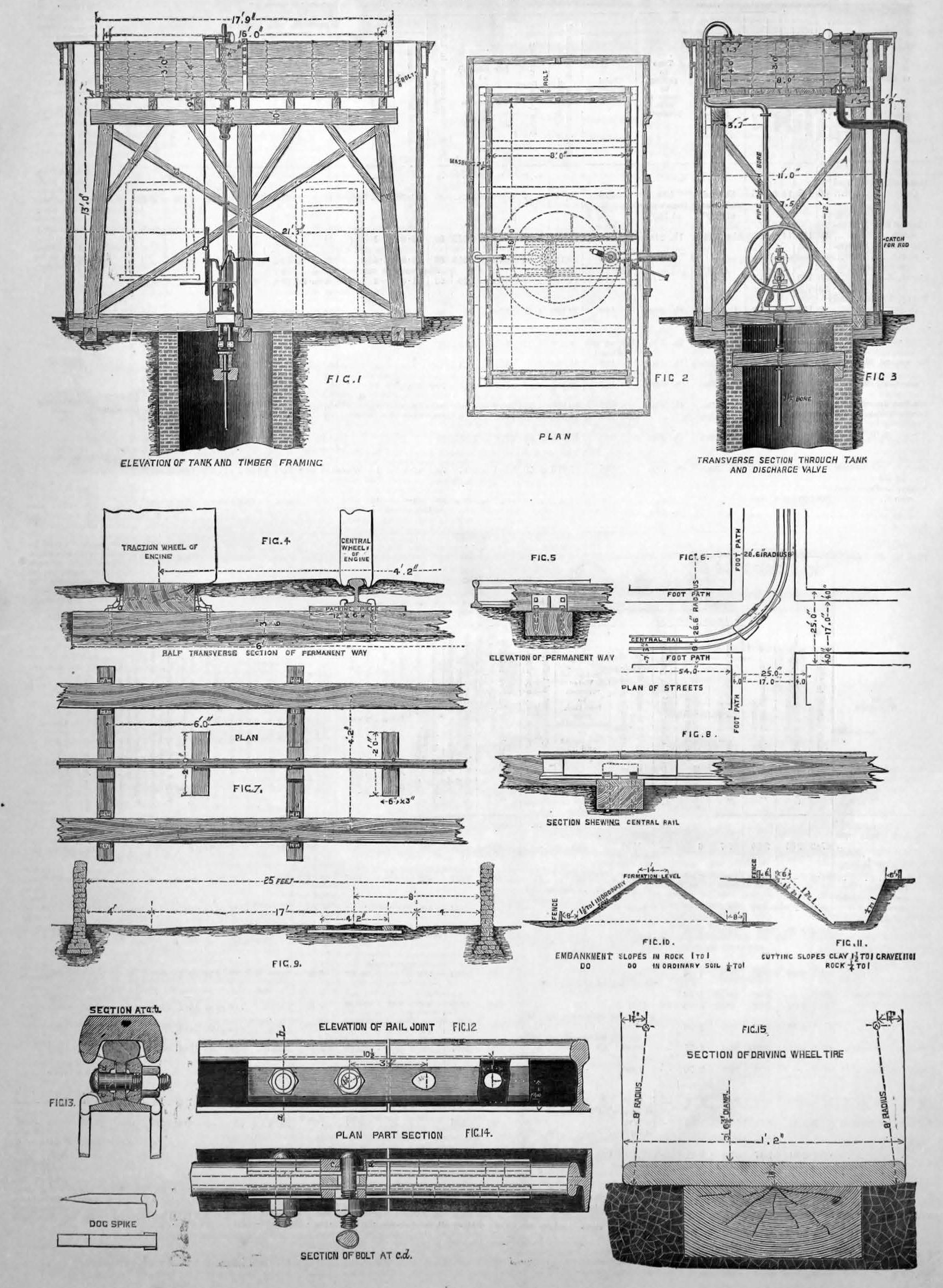
Diagramas das torres de água e da via.

O sistema de via utilizado pelos comboios Larmanjat era considerado muito peculiar, não se enquadrando nas tipologias dos sistemas ferroviários pesados nem dos ligeiros, conhecidos como tramways. Era composto por um carril central ladeado por duas passadeiras de madeira; o carril, do tipo Vignole, pesava 18 Kg por metro linear, e as duas longarinas de madeira tinham 20 cm de largura, e eram colocadas a 52 cm do carril central, a uma distância de 1,8 m entre elas. Nas curvas mais apertadas, a distância do carril central às longarinas era alterado, aproximando-se este da longarina do lado de fora da curva. O carril e as longarinas estavam assentes em travessas de madeira, às quais estavam ligadas por cavilhas de ferro. A bitola era tecnicamente de 1,27 m, embora na prática este valor oscilasse, uma vez que as rodas laterais não tinham rebordos, ao contrário nos sistemas ferroviários mais comuns. Todo o conjunto da via estava implantado ao nível da estrada, ou seja, tanto o topo das longarinas como do carril ficavam ao nível da estrada onde estavam inseridas, ficando o resto do conjunto enterrado.
Este sistema, considerado como um caminho de ferro ligeiro, tinha uma construção pouco dispendiosa, e não causava grandes incómodos ao tráfego rodoviário nas estradas em que circulava, uma vez que a via estava situada ao nível da estrada, o que dispensava o uso de barreiras e de passagens de nível. Além disso, permitia a instalação de curvas muito apertadas, que o material circulante vencia sem dificuldades. No entanto, era altamente susceptível às condições climatéricas, uma vez que a chuva fazia inchar as travessas de madeira, deformando a via e descarrilando os comboios.
As vias foram instaladas quase totalmente no leito das estradas, com apenas alguns troços a circular em traçado próprio, quando as estradas ultrapassam o limite de 1 em 20 no declive, ou quando se pretendia que a via fizesse um atalho entre lanços da estrada; o comprimento destes desvios variava em média desde um quarto de milha até cerca de duas milhas, embora um deles alcançasse cerca de três milhas. Estes desvios eram construídos utilizando escavações e aterros, como nas vias férreas comuns. As vias foram instaladas de forma a terem um gradiente inferior a 1 por 20, embora este limite era por várias vezes alcançado, e por vezes em longos troços. A curva mais acentuada em plena via tinha doze metros, e as restantes atingiam frequentemente raios de 18, 20, 23, 24 e 26 metros. Não foram construídas quaisquer vedações nos troços onde a via utilizava o leito das estradas, mas o estado exigia que fosse vedada quando circulasse em leito próprio, pelo que nestes casos foram instalados muros de pedra.

### Material circulante

#### Locomotivas

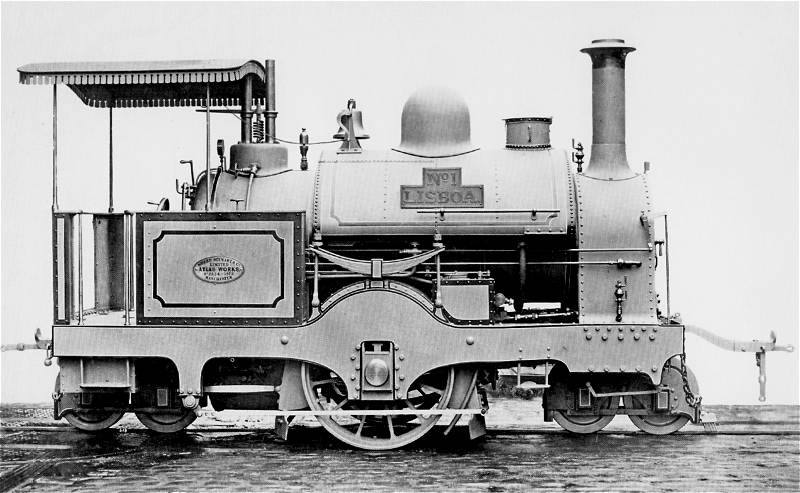
Locomotiva n.º 1, baptizada de Lisboa.

O material motor era formado por dezasseis locomotivas a vapor, e o material rebocado compunha-se de várias carruagens e vagões. As locomotivas foram fabricadas pela casa britânica Sharp, Stewart and Company, nas suas oficinas Atlas Works, em Manchester, segundo as especificações do engenheiro Trevithick da companhia. As locomotivas eram semelhantes às máquinas nos caminhos de ferro comuns daquela época, sendo a maior diferença a disposição das rodas. Cada locomotiva possuía seis rodas: quatro no centro, em sentido longitudinal, que serviam de guias, e duas rodas laterais, com 14 polegadas (35,56 cm) de largura, que transmitiam o peso da máquina às longarinas, produzindo desta forma movimento por atrito, o que se verificava necessário sobretudo nos planos inclinados. As rodas guias tinham rebordos para encaixar no carril, e eram ligadas em grupos de duas por caixilhos, com um espigão central para permitir o andamento em curvas de pequeno raio. Para evitar grandes estremecimentos na caldeira, era utilizadas molas do tipo americano, feitas de um rolo de borracha, enquanto que as rodas guias recebiam a pressão por seis molas semelhantes. Um sistema hidrálico permitia alterar a elevação da caldeira durante os declives, de forma a que esta conservasse sempre a posição horizontal, para manter os tubos cobertos de água, cujo nível era indicado exteriormente. Quando completamente carregada com água e carvão, cada locomotiva pesava 13,5 toneladas, enquanto que quando vazias pesavam ligeiramente mais de que 11 T. Devido à necessidade de reduzir o peso, as locomotivas tinham uma reduzida capacidade para água, tendo os tanques apenas cerca de 200 galões. De forma a colmatar este problema, ao longo das linhas foram construídas várias tomas de água.
Quando a locomotiva foi testada, esta conseguiu rebocar 300 T inglesas num plano horizontal. Quando os comboios estavam ao serviço, atingiam uma velocidade considerada como moderada, percorrendo 16 milhas em 2 horas e 15 minutos. A locomotiva n.º 1 da Companhia denominava-se de Lisboa, enquanto que a n.º 2 foi baptizada de Cintra. Uma das outras locomotivas foi baptizada de Lumiar.

#### Carruagens e vagões

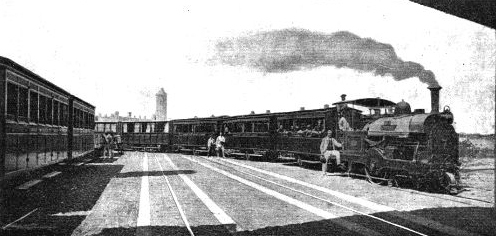
Fotografia do comboio Larmanjat, provavelmente nas Portas do Rego. A composição à direita é composta pela locomotiva "Lumiar", três carruagens de primeira classe e por várias carruagens de terceira classe.

As carruagens utilizavam o sistema oposto à das locomotivas, uma vez que eram totalmente suportadas pelas rodas centrais, enquanto que as laterais serviam apenas de guias, e para impedir que as carruagens caíssem para o lado. Cada carruagem tinha duas rodas laterais, com 10 cm de largura, e duas centrais, uma em cada ponta do veículo. As rodas laterais estavam equipadas com uma mola espiral em aço, do tipo americano, com um núcleo em borracha natural, de forma a permitir uma maior deslocação vertical. As rodas centrais também possuíam seis molas, do mesmo tipo do que as laterais.
Assim, as carruagens funcionavam com um sistema de equilíbrio semelhante ao de uma bicicleta, com o peso suportado inteiramente pelas rodas centrais para diminuir o atrito, com as rodas laterais a não tocar constantemente o solo. De forma a manter o equilíbro, e transmitir o peso para o carril central, os passageiros iam sentados costas com costas, num banco no centro da carruagem.
Existiam carruagens distintas para as três classes. As carruagens de primeira classe transportavam dezasseis passageiros, enquanto que as de segunda classe tinham vinte lugares, e as de terceira vinte e quatro. Também existiam carruagens mistas de primeira e segunda classes, para dezoito passageiros. A carruagem de primeira classe tinha dois bancos centrais divididos por uma parede quase até ao tejadilho, e um postigo com vidraça e cortina em frente de cada lugar. A de terceira classe não tinha qualquer divisão entre os bancos centrais, e os postigos tinham cortina, mas não vidraças. A entrada dos passageiros fazia-se por portinholas laterais. Cada comboio contava com cerca de seis carruagens. Também foram utilizados vários vagões, para o transporte de mercadorias.

#### Sistemas de atrelagem e travagem

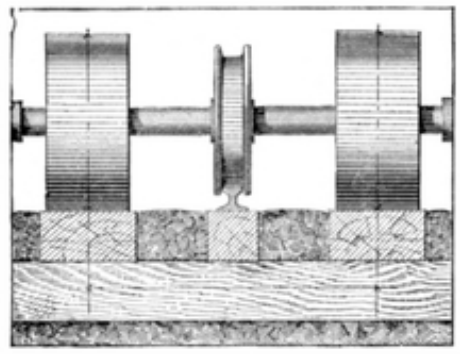
Diagrama da via, mostrando o carril central ladeado por longarinas de madeira.

Os comboios utilizavam um sistema de atrelagem próprio, adaptado às curvas apertadas; cada veículo tinha uma vareta furada em ambas as pontas, suspensa acima do carril central, e que, no momento da atrelagem, era colocada junto à do outro veículo, de forma a que os furos alinhassem, sendo então inserida uma cavilha para ligar as duas varetas. Este sistema era bastante semelhante ao chamado de túlipa, que foi empregado nos primórdios do transporte ferroviário nos Estados Unidos da América. As locomotivas tinham o seu sistema de travagem nas rodas laterais, enquanto que o material rebocado travava nas rodas centrais, estando o equipamento ligado à locomotiva por correntes; normalmente, apenas se utilizavam os travões na máquina e nas duas últimas carruagens, sendo o sistema considerado bastante eficiente, e capaz de parar rapidamente o comboio.
A velocidade máxima a que os comboios podiam circular, como tinha sido estipulado pelo Governo, era de 20 milhas (32 km/h) quando circulavam pelas estradas, embora nalguns dos desvios, a velocidade rondasse entre as 15 e 20 milhas (24 - 32 km/h).

### Trajectos, serviços e estações
O sistema Larmanjat em Portugal estava dividido em duas linhas:
- A Linha de Lisboa a Cintra ligava as Portas do Rego, em São Sebastião da Pedreira[12] à vila de Sintra, numa extensão total de 26 km, e tinha as estações e apeadeiros de Sete Rios, Benfica, Porcalhota,[37] Ponte de Carenque, Queluz, Cacém, Rio de Mouro e Ranholas.[7] Utilizava em parte a Estrada de Circunvalação de Lisboa,[7] e em quase toda a restante extensão o leito das Estradas Reais, só tendo pequenos desvios na Porcalhota, no Cacém e em Rio de Mouro.[12] No seu percurso, atravessava a Ponte de Carenque.[7]

- A Linha de Lisboa a Torres Vedras também utilizava o leito das estradas reais,[12] e tinha uma extensão total de 54 km; iniciava-se, igualmente, nas Portas do Rego e terminava em Torres Vedras, com estações e apeadeiros no Campo Pequeno, Campo Grande, Lumiar, Nova Sintra, Santo Adrião, Loures, Pinheiro de Loures, Lousa, Venda do Pinheiro, Malveira, Vila Franca do Rosário, Barras, Freixofeira, Turcifal e Carvalhal; tinha, portanto, um traçado semelhante ao que foi posteriormente adoptado pela Estrada Nacional 8.[5] O local de recolha do material circulante em Torres Vedras situava-se no Bairro Tertuliano, junto ao antigo Largo da Graça.[24]

Também existiu uma terceira linha, do Arco do Cego ao Lumiar, que foi apenas utilizada nas experiências iniciais do sistema, não tendo sido utilizada nos serviços regulares da empresa. A estação principal do sistema estava situada na Rua das Portas de Santo Antão, estando por isso fora da rede ferroviária; desta forma, foi organizado um serviço de char-à-bancs para o transporte de passageiros até ao terminal, nas Portas do Rego.
Além dos serviços comerciais regulares também se realizavam comboios especiais, como os de Outubro de 1874 entre a Porta do Rego e o Campo Grande, às quintas-feiras e domingos, para aceder à Grande Feira do Campo Grande. No mesmo mês, também se fizeram bilhetes especiais de ida e volta, a preços reduzidos, para a Feira das Mercês.

## Leitura recomendada
- ALMEIDA, Jaime Fragoso de (2004). O incrível comboio Larmanjat. Lisboa: Medialivros. 127 páginas. ISBN 972-797-091-5
- MATOS, Venerando Aspra de (2007). O caminho de ferro em Torres Vedras: impacto da sua chegada. Torres Vedras e Lisboa: Colibri e Câmara Municipal de Torres Vedras. 81 páginas. ISBN 978-972-772-732-2